# Rostkronad myrtrast
Rostkronad myrtrast (Formicarius colma) är en fågel i familjen myrtrastar inom ordningen tättingar.

## Utseende och läte
Rostkronad myrtrast är en knubbig tätting med tydligt orange- eller roströd hjässa som kontrasterar med mörkbrun kropp. Ungfågeln har svart ögonmask, vitt på haka och strupe samt ett gråaktigt bröst. Sången består av en lång drill som ökar i ljudstyrka mot slutet.

## Utbredning och systematik
Rostkronad myrtrast delas in i fyra underarter:
- F. c. colma – förekommer från östra Colombia till södra Venezuela, Guyana och Brasilien norr om Amazonfloden
- F. c. nigrifrons – förekommer från östra Ecuador till östra Peru, norra Bolivia och Brasilien söder om Amazonfloden
- F. c. amazonicus – förekommer i Brasilien söder om Amazonfloden (från Rio Madeira till nordvästra Maranhão och södra Mato Grosso)
- F. c. ruficeps – förekommer i  kustnära östra och sydöstra Brasilien (Pernambuco Rio Grande do Sul)

## Levnadssätt
Myrtrastar är marklevande tättingar som påminner om miniatyrhöns där de tystlåtet tar sig fram på marken i skogsområden med rest stjärt. De är vanligen skygga och mycket svåra att få syn på. Sången avges från en något upphöjd plats som ett fallen trädstam.

## Status och hot
Arten har ett stort utbredningsområde, men tros minska i antal, dock inte tillräckligt kraftigt för att den ska betraktas som hotad. Internationella naturvårdsunionen IUCN listar arten som livskraftig (LC).